# Malá Tŕňa
Malá Tŕňa (v minulosti Malá Toroni, maďarsky Kistoronya) je obec na Slovensku v okrese Trebišov.

## Symboly obce
Podle heraldického rejstříku má obec následující symboly, které byly přijaty 13. května 1998. Na znaku je motiv podle otisku pečetidla z roku 1686, doplněný o vinohradnický motiv.

### Znak
V červeném štítě na zelené trávě stojící zlatovlasý, stříbřitě oděný, zlatě obutý a zlatě přepásaný muž se zlatou kapsičkou na pravém boku, s nataženýma rukama, v pravici se zlatou holí, v levici s velkým zlatým hroznem, se stejnými listy.

### Vlajka
Vlajka má podobu pěti podélných pruhů červeného, bílého, žlutého, bílého, zeleného v poměru 2:1:2:1:2. Vlajka má poměr stran 2:3 a ukončena je třemi cípy, tj. dvěma zástřihy, sahajícími do třetiny jejího listu.